# 谷川亚华叶
谷川亚华叶（日语：／ Tanigawa Ageha，2003年6月15日—），日本女子游泳运动员，主攻混合泳，曾获得2022年亚洲运动会女子400米个人混合泳银牌。她也曾参加2020年夏季奥林匹克运动会。